# Wasyl Kosooki

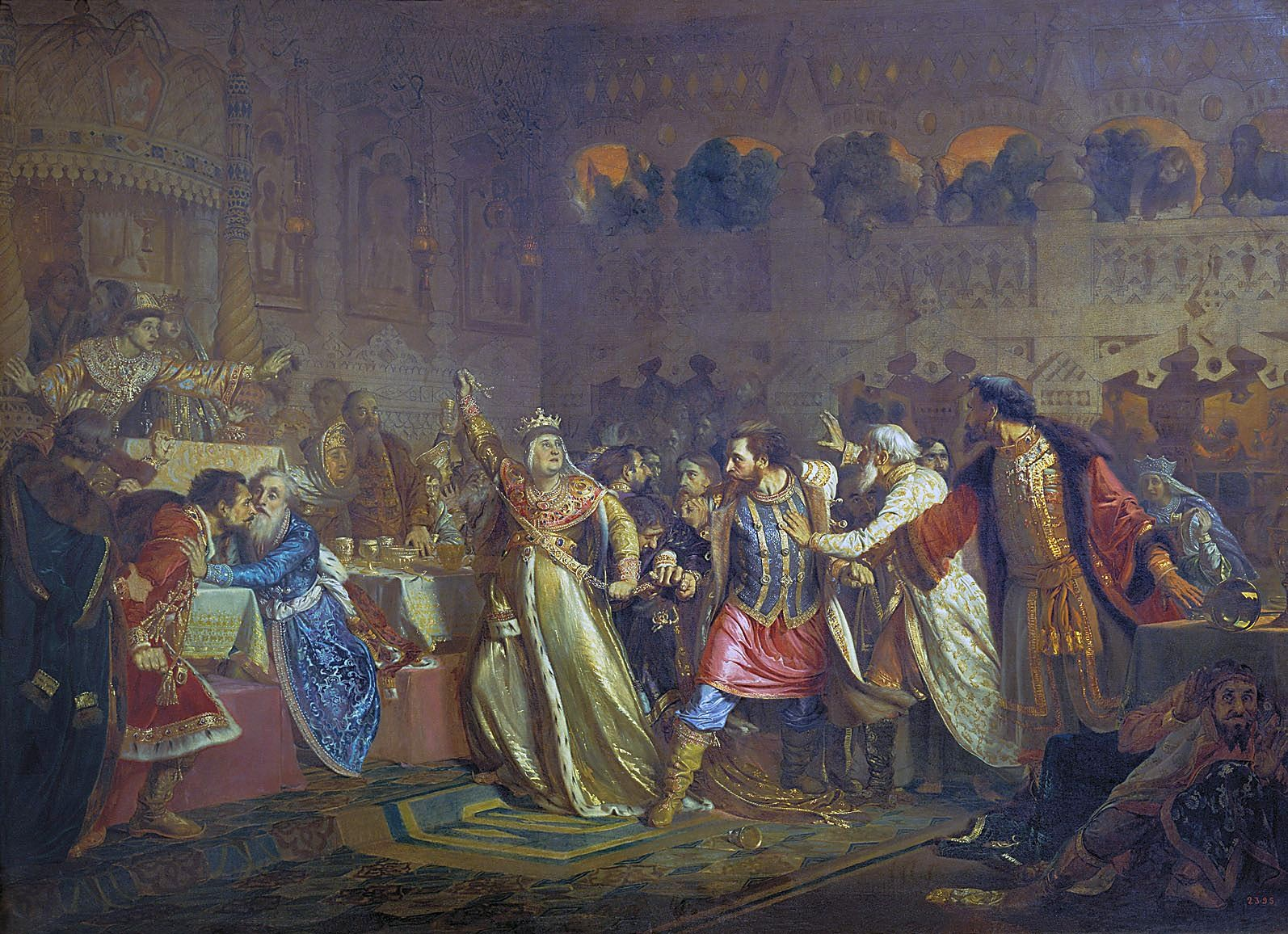
Zofia Witoldówna na ślubie Wasyla II Ślepego w 1433 zrywa z Wasyla Kosookiego pas należący niegdyś do Dymitra Dońskiego

Wasyl Jurjewicz Kosooki ros. Васи́лий Ю́рьевич Косо́й (ur. 1421, zm. 11 listopada 1448) – wielki książę moskiewski w 1434 z dynastii Rurykowiczów w opozycji do Wasyla II Ślepego, książę zwenigrodzki formalnie od 1421 do 1448 (de facto tylko w 1434), książę Dmitrowa w latach 1435-6.

## Życiorys
Wasyl był najstarszym synem Jerzego Zwenigrodzkiego, księcia Zwenigrodu, syna Dymitra Dońskiego (wielkiego księcia moskiewskiego w latach 1359-89) oraz Anastazji Światosławy smoleńskiej, córki Jerzego Dymitrowicza smoleńskiego i Olegi riazańskiej.
Jego ojciec był drugim co do starszeństwa (po Wasylu I) synem Dymitra i ojciec zagwarantował mu dziedziczenie po Wasylu. Jednak starszy brat zmienił to zarządzenie i następcą tronu uczynił swego syna, także Wasyla (zwanego potem Ślepym), który objął władzę w 1425 roku po śmierci ojca. Jerzy, który zwrócił się o pomoc do metropolity kijowskiego Focjusza, usłyszał, że powinien się podporządkować. W roku 1432 poproszony o rozstrzygnięcie sporu chan Złotej Ordy Uług Mehmed (zm. 1446) przyznał tytuł wielkiego księcia moskiewskiego Wasylowi Ślepemu, ale to nie wygasiło roszczeń Jerzego Dymitrowicza. W 1433 roku, gdy Wasyl Kosooki pojawił się na ślubie Wasyla II, matka i regentka księcia Zofia Witoldówna zerwała z niego pas, należący niegdyś do Dymitra Dońskiego. To tylko przyspieszyło kroki jego ojca - wkrótce splądrował Jarosław. Wkrótce, gdy Wasyl II właśnie zaczynał samodzielnie rządy po dojściu do lat sprawnych, Jerzy wzniecił powstanie przeciw bratankowi. Zdobył on władzę nad Moskwą w 1433 roku, ale wkrótce nie mając realnego poparcia bojarów pogodził się z Wasylem II i zabronił synom przyjeżdżać do Moskwy. Jednak w następnym roku, gdy na synów najechał książę, Jerzy pojednał się z nimi ponownie odebrał władzę Wasylowi II.
Niespodziewanie jednak Jerzy Dymitrowicz zmarł 5 czerwca 1434 roku. Tym samym tytuł wielkiego księcia moskiewskiego przeszedł na Wasyla Kosookiego, który miał wówczas 13 lat. Jednak młodsi bracia nie uznali jego władzy, widząc boską interwencję w śmierci swego ojca. Jego młodszy brat, Dymitr Szemiaka, w lipcu 1434 zjednoczył się z Wasylem II. W tym samym czasie moskwiczanie przegnali Wasyla Kosookiego. Ten pokonał siły Wasyla II nad rzeką Kotorosl i wkrótce zajął Wołgodę i w Kirowie zorganizował armię. Nad rzeką Kostromą, gdzie obydwie strony konfliktu się spotkały, nie było możliwości przeprawy. Zwaśnione strony rozpoczęły rozmowy pokojowe, w wyniku których Wasyl Kosooki otrzymał Dmitrow i uznał władzę Wasyla II. Już w 1436 roku zbuntował się przeciw księciu i na krótko go pojmał. Niedługo potem jednak Wasyl Kosooki dostał się do niewoli Wasyla II. Tam został oślepiony (stąd przydomek) i zmarł w 1448 roku. Jego brat Dymitr prawdopodobnie od 1434 znajdował się w niewoli Wasyla II, z której uciekł w 1436 roku. Jeszcze w 1445 roku usiłował przejąć władzę, ale został wielkim księciem moskiewskim na krótki czas.
Wasyl Kosooki ożenił się z nieznaną z imienia córką Andrzej Młodszego, księcia radoneskiego i Heleny Olgierdówny litewskiej, córki Olgierda Giedyminowica. Nie wiadomo nic o tym, żeby doczekali się potomstwa.